# Peperomia macrotricha
Peperomia macrotricha är en pepparväxtart som beskrevs av C. Dc.. Peperomia macrotricha ingår i släktet peperomior, och familjen pepparväxter. Inga underarter finns listade i Catalogue of Life.